# Elisabeth Ahrens
Elisabeth Ahrens, genannt: Lisa, (* 22. Januar 1912 in Wilhelmshaven; † 29. Juni 2012 in Wiesbaden) war eine deutsche Weberin und Textilkünstlerin.

## Leben
Elisbeth Ahrens schrieb sich 1929 mit der Immatrikulationsnummer 354 an der Werkstatt für Weberei am staatlichen Bauhaus in Dessau ein. Im April 1931 schloss sie parallel einen Lehrvertrag mit einer Weberei ab. Am 1. April 1933 schloss sie Lehre und Studium mit einer Gesellenprüfung sowie einem Diplom ab.